# Parkerite
La parkerite è un minerale.